# Émile Chartier
Émile-Auguste Chartier (franceză: [ʃaʁtje]; n. 3 martie 1868, Mortagne-sur-Huisne, Basse-Normandie, Franța – d. 2 iunie 1951, Le Vésinet, Île-de-France, Franța), cunoscut sub numele de Alain (pronunție în franceză [alɛ̃]), a fost un filozof, jurnalist și pacifist francez. El a adoptat acel pseudonim în semn de omagiu față de poetul normand Alain Chartier ce a trăit în secolul al XV-lea.

## Biografie
Alain a urmat timp de cinci ani cursurile liceului din Alençon în perioada 1881-1886. Acest liceu a fost redenumit la 13 iunie 1956 liceul Alain, după cel mai faimos elev al său.
După ce Alain a absolvit École Normale Supérieure și a obținut licența în filosofie, el a predat la diferite instituții: Pontivy, Lorient, Liceul Pierre Corneille din Rouen și la liceele Condorcet și Michelet din Paris. Începând din 1903 a contribuit la mai multe reviste, folosind pseudonimul Alain. El a fost cel mai frecvent menționat ca „Alain” de către elevii și colegii săi. În 1909 a fost numit profesor la Liceul Henric al IV-lea din Paris. A exercitat o influență profundă asupra elevilor săi, printre care s-au numărat Raymond Aron, Simone Weil, Georges Canguilhem și André Maurois. Recunoscând efectul benefic pe care l-a avut asupra fostelor sale eleve Simone Weil și Simone de Beauvoir, profesorul John Hellman a scris că Alain a fost cel mai mare profesor al generației lor.
El este înmormântat în Cimitirul Père Lachaise.
Printre cele mai importante lucrări publicate sunt The Dreamer, 81 chapters about the spirit and passions, About Happiness, Mars și The citizen against powers.

## Lucrări (selecție)
- Petit Traité d'Harmonie pour les aveugles (Scurt tratat de armonie pentru nevăzători, în Braille), 1918
- Mars; Or the Truth about War, New York, Jonathan Cape & Harrison Smith N.D., 1930
- Alain on Happiness, New York, Ungar, 1973
- The Gods, New directions, 1974

### Traduceri în limba română
- Un sistem al artelor frumoase (Editura Meridiane, București, 1969) - trad. de Alexandru Baciu, cuv. înainte de Ion Pascadi